# Kurt Wanski

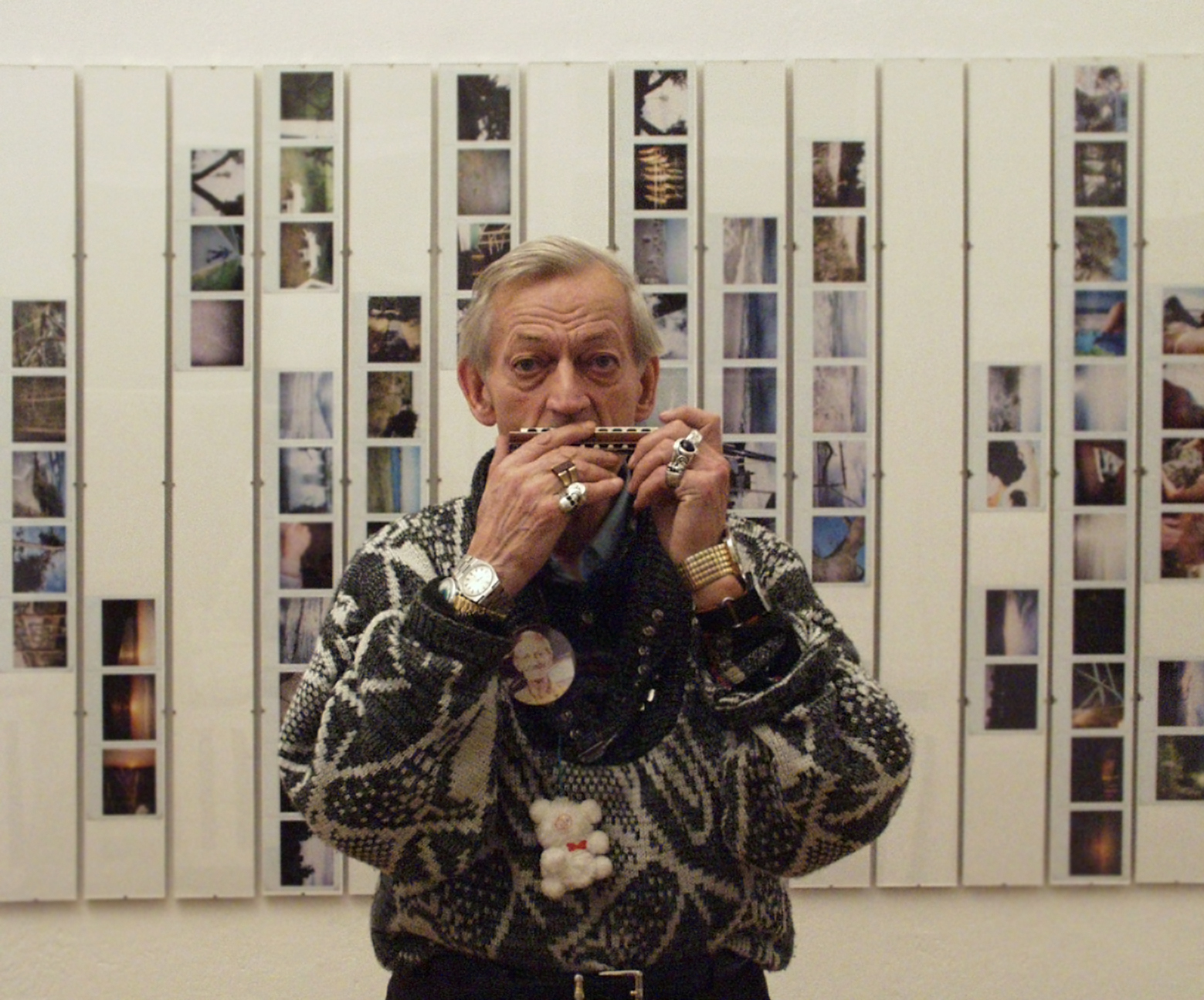
Kurt Wanski im Brecht-Haus in Berlin-Weißensee, 1999

Kurt Wanski (* 26. April 1922 in Berlin-Altglienicke; † 16. August 2012 in Berlin) war ein deutscher Art-brut-Maler und -Musiker.

## Leben
Kurt Wanski lebte mit seinem Zwillingsbruder bis 1927 in einem Waisenhaus; danach lebten die beiden Kinder bei ihrer Mutter in Berlin. Ab 1928 besuchte Wanski eine Schule für lernbehinderte Kinder. Dort lernte er Zeichnen und das Mundharmonikaspiel. Als junger Mann kam er zu einer Bauernfamilie. In der Zeit von 1939 bis 1945 war er aus heute nicht mehr nachvollziehbaren Gründen im Gefängnis Rummelsburg inhaftiert. Mit anderen Gefangenen arbeitete er im nahen Bewag-Kraftwerk Klingenberg. Nach dem Krieg wurde er nach kurzer Zeit in Freiheit erneut inhaftiert, um im April 1947 als „Oligophrener mit dissozialen Tendenzen“ aus der Haftanstalt in eine Heilanstalt eingewiesen zu werden.
Nach mehreren Aufenthalten in verschiedenen Psychiatrien lebte er seit 1971 als „Freigänger“ dauerhaft im St.-Joseph-Stift in Berlin-Weißensee. Dort begann er intensiv zu zeichnen. Mit Blei- und Buntstiften, später auch mit Ölkreide und Filzstift, malte Wanski seine Umwelt einschließlich der Wiedergabe dieser Umwelt in den Medien wie z. B. Postern, Filmprogrammen, Illustrierten- und Kalenderbildern und hinterlegte diese Zeichnungen mit zuweilen apokryphen bzw. hintersinnigen Anmerkungen. Darstellungen aus dem Zirkus und dem Friedrichstadtpalast, dem Tierpark, aus Filmen sowie dem katholischen Kirchenleben und dem marxistischen Festwesen der DDR zählten zu seinen anfänglich häufigsten Motiven. Seit Beginn der 1980er Jahre sammelten Freunde Wanskis dessen Bilder; 1984 wurden seine Werke erstmals in einer Fabriketage in Prenzlauer Berg öffentlich ausgestellt. Seither sind seine Bilder in Art-brut-Museen zu sehen bzw. in Galerien zu erwerben. Im Jahr 1989 drehte der Dokumentarfilmregisseur Gerd Kroske einen Film über ihn mit dem Titel Kurt – oder Du sollst lachen. Wanskis künstlerischer Nachlass (im St.-Josephs-Krankenhaus noch befindliche Zeichnungen, alle nach dem Jahr 2000 entstanden) ist 2013 in den Besitz der kommunalen Kunstsammlung Pankow übergegangen.

## Ausstellungen
- 1984: Zeichnungen, im St.-Joseph-Krankenhaus
- 1992: Galerie des Kunstamtes Weißensee
- 2002: Brecht-Haus, Weißensee
- 2002: Sommergärten, Galerie Hofmann + Kyrath, Berlin (mit Hans Scheib)
- 2011: Zeichnungen, im Galeriecafè Emma T. in Weißensee
- 2013: Ausrufezeichen und unterstrichen, Bayer Kulturhaus, Leverkusen
- 2015: Eine Frau für Großvater – Die Zeichengruppe des Hauses Maria-Frieden in Berlin-Niederschönhausen und Blätter von Kurt Wanski aus dem Besitz der Kunstsammlung Pankow, Galerie Parterre Berlin
- 2017: Kurt Wanski – Der Zeichner, Magistrale der Park-Klinik Weißensee, Berlin
- 2019: Buchpräsentation Kurt Wanski (Kettler[6]) mit Ausstellung und Filmvorführung von Kurt – oder Du sollst lachen, Cavallerie 26 Galerie Potsdam